# Renata
Renata je žensko osebno ime.

## Izvor imena
Ime Renata izhaja iz latinskega imena Renata, to pa iz latinske besede renata v pomenu besede »ponovno rojena, prerojena«. Prvotno so to ime radi dajali pogankam, ki so se dale krstiti, s čimer so po krščsnskem prepričanju zaživele v novo življenje; so bile torej prerojene.

## Različice imena
- moške različice imena: Renat, Renato, Rene
- ženske različice imena: Renate, Renati, Renatka, Rene, Reni, Nata

## Tujejezikovne različice imena
- pri Angležih:  Renee
- pri Čehih: Renáta
- pri Nemcih, Norvežanih: Renate

## Pogostost imena
Po podatkih Statističnega urada Republike Slovenije je bilo na dan 31. decembra 2007 v Sloveniji število ženskih oseb z imenom Renata: 3.410. Med vsemi ženskimi imeni pa je ime Renata po pogostosti uporabe uvrščeno na 78. mesto.

## Osebni praznik
V koledarju je ime Renata zapisano 22. maja (Renata, blažena, bavarska vojvodinja, † 22. maja 1602).